# فیلیپ دولرم
فیلیپ دولرم (به فرانسوی: Philippe Delerm) رمان‌نویس و داستان‌کوتاه‌نویس قرن بیستم میلادی اهل فرانسه است.